# 司马恢之 (高密王)
司马恢之（？—？），河内郡温县（今河南省焦作市温县）人，高密恭王司马俊之孙，高密敬王司马纯之之子，司马让之、司马法莲的兄弟。 
司马纯之去世后，司马恢之被册立为高密王。义熙十二年（416年）十月己丑，皇帝下诏派遣司马恢之以给事中兼司空的身份修葺拜谒洛阳西晋诸帝的园陵，为园陵设置守卫。刘裕接受禅让建立刘宋后，高密国的封国被撤除。